# Francisco Martínez Vázquez
Francisco Martínez Vázquez (Madrid, 27 de mayo de 1975) es un político español, diputado por Madrid en el Congreso durante la XII legislatura. Entre 2013 y 2016 sirvió como secretario de Estado de Seguridad.

## Biografía
Licenciado en Derecho y en Ciencias Económicas y Empresariales por la Universidad Pontificia Comillas (ICADE). Letrado de las Cortes Generales desde 2004, trabajó como profesor de Derecho Administrativo en la misma universidad hasta que se incorporó al Partido Popular como director de Relaciones Internacionales de la Secretaría General. Posteriormente trabajó como director del Gabinete del Ministro del Interior hasta que fue nombrado secretario de Estado de Seguridad. En julio de 2016 fue elegido diputado por Madrid al Congreso.
En febrero de 2023, la Fiscalía Anticorrupción solicitó 15 años de cárcel para él, el ministro Fernández Díaz y el comisario Eugenio Pino por delitos de encubrimiento, malversación y delitos contra la intimidad en el marco de la operación Kitchen, que tenía el propósito de sabotear la investigación sobre la contabilidad B del PP.
Fue detenido el 27 de mayo de 2025 en el marco de una operación policial dirigida por la Audiencia Nacional, en la que se investigan los presuntos delitos de blanqueo de capitales, descubrimiento y revelación de secretos y organización criminal. Se le detuvo y se le mandó a prisión provisional junto a otras personas, entre ellas el hacker José Luis Huertas (conocido como Alcasec), por su posible implicación en una trama dedicada a la extracción de datos informáticos de entidades públicas y privadas para posteriormente comercializar con ellos y blanquear los beneficios.